# Henrik Alm
Henrik Johannes Alm (* 12. Juni 1894; † 5. Juli 1966) war ein schwedischer Kunsthistoriker.

## Leben
Er organisierte 1934 bis 1949 die kulturhistorischen Exkursionen des Historischen Museums und war 1947 bis 1960 für die Stadtführungen des Stockholmer Stadtmuseums verantwortlich. Er schuf sowohl das Konzept als auch den Begriff Stadtrundgänge und legte den Grundstein für ihre anhaltende Beliebtheit in Stockholm.

## Veröffentlichungen (Auswahl)
- Murmästare-ämbetet i Stockholm. Tullberg, Stockholm 1935.
- Djurgården. Nordstedt, Stockholm 1948.
- Gamla stan: kommentar till en vandring. Nordstedt, Stockholm 1948.
- Den gyldene freden. The famous Stockholm inn, founded 1722. Bonnier, Stockholm 1948.
- The old town of Stockholm. Stockholm 1947
- mit Carl Hernmarck: Bokband från Herzogs under 100 år (= Nationalmusei utställningskatalog 271). Nationalmuseum, Stockholm 1947